# Paul Kipsiele Koech
Paul Kipsiele Koech, född 10 november 1981, är en kenyansk friidrottare som tävlar i medeldistanslöpning och i hinderlöpning. När inget annat nedan anges så handlar meriterna om hinderlöpning.
Koech fick sitt stora genombrott vid Olympiska sommarspelen 2004 där han slutade på tredje plats på 3 000 meter hinder. Han var i final vid VM 2005 då han slutade sjua. Vid Afrikanska friidrottsmästerskapen samma år vann guld. Han deltog inte vid VM 2007 eller vid Olympiska sommarspelen 2008. Däremot blev han silvermedaljör vid inomhus-VM 2008 på 3 000 meter utan hinder. 
Vid VM 2009 var han i final och slutade på fjärde plats. 
Koech har varit väldigt framgångsrik vid IAAF World Athletics Final. Han har genom åren i hinderlöpning vunnit tävlingen fyra gångar (åren 2005, 2006, 2007 och 2008). Dessutom blivit tvåa 2003 och 2009 samt trea 2004. 

## Personliga rekord
- 3 000 meter hinder - 7.54,31 från 2012